# Tetramerocerata
Tetramerocerata – rząd wijów z gromady skąponogów. Należy tu ponad 700 gatunków.

## Opis
Przedstawiciele rzędu charakteryzują się 4-segmentową szypułką czułków. Grzbietowa gałązka czułków wyrasta z czwartego segmentu. Dolna gałązka czułków wyposażona jest w dwa biczyki oraz szczecinkę. Tułów posiada 6 tergitówów, które mogą być podzielone. Na pierwszym segmencie odwłoka para uwstecznionych odnóży. Dorosłe postacie posiadają do 10 par odnóży, zaś pozostałe stadia rozwojowe od 3 do 10.

## Systematyka
To tego rzędu skąponogów należy 8 rodzin zgrupowanych w 3 nadrodziny:
Pauropodoidea Lubbock, 1867
- Pauropodidae Lubbock, 1867
- Polypauropodidae Remy, 1932
- Amphipauropodidae Scheller, 2008
- Diplopauropodidae Scheller, 1988

Brachypauropodoidea Silvestri, 1902
- Brachypauropodidae Silvestri, 1902
- Hansenauropodidae Remy, 1954

Eurypauropodoidea Ryder, 1879
- Eurypauropodidae Ryder, 1879
- Sphaeropauropodidae Verhoeff, 1934

incertae sedis
- Antichtopauropodidae Scheller, 2011[2]